# Гуджаратский султанат
Гуджаратский султанат — мусульманское государство в Западной Индии, занимавшее территории нынешнего штата Гуджарат и близлежащих областей в 1407—1573 годах. Гуджаратский султанат выделился из состава Делийского султаната в период ослабления династии Туглакидов. В 1573 (окончательно в 1583) году был включён в состав Империи Великих Моголов.

## Возникновение султаната
Основателем независимого Гуджаратского султаната был Зафар-хан, обращенный в ислам индус из этнокастовой группы Танк, которого султан Дели в 1391 году назначил своим наместником в Гуджарате. Разгром Делийского султаната Тамерланом в 1398—1399 годах сделал Зафар-хана фактически независимым правителем Гуджарата. В 1401 году Зафар-хан принял титул султана Гуджарата под именем Музаффар-шаха I (1391—1403, 1404—1411). Зафар-хан был горячим сторонником учения суфийского тариката Сухравардия, шейхи которого в дальнейшем играли заметную роль в политической жизни султаната.

## Правление Ахмад-шаха I

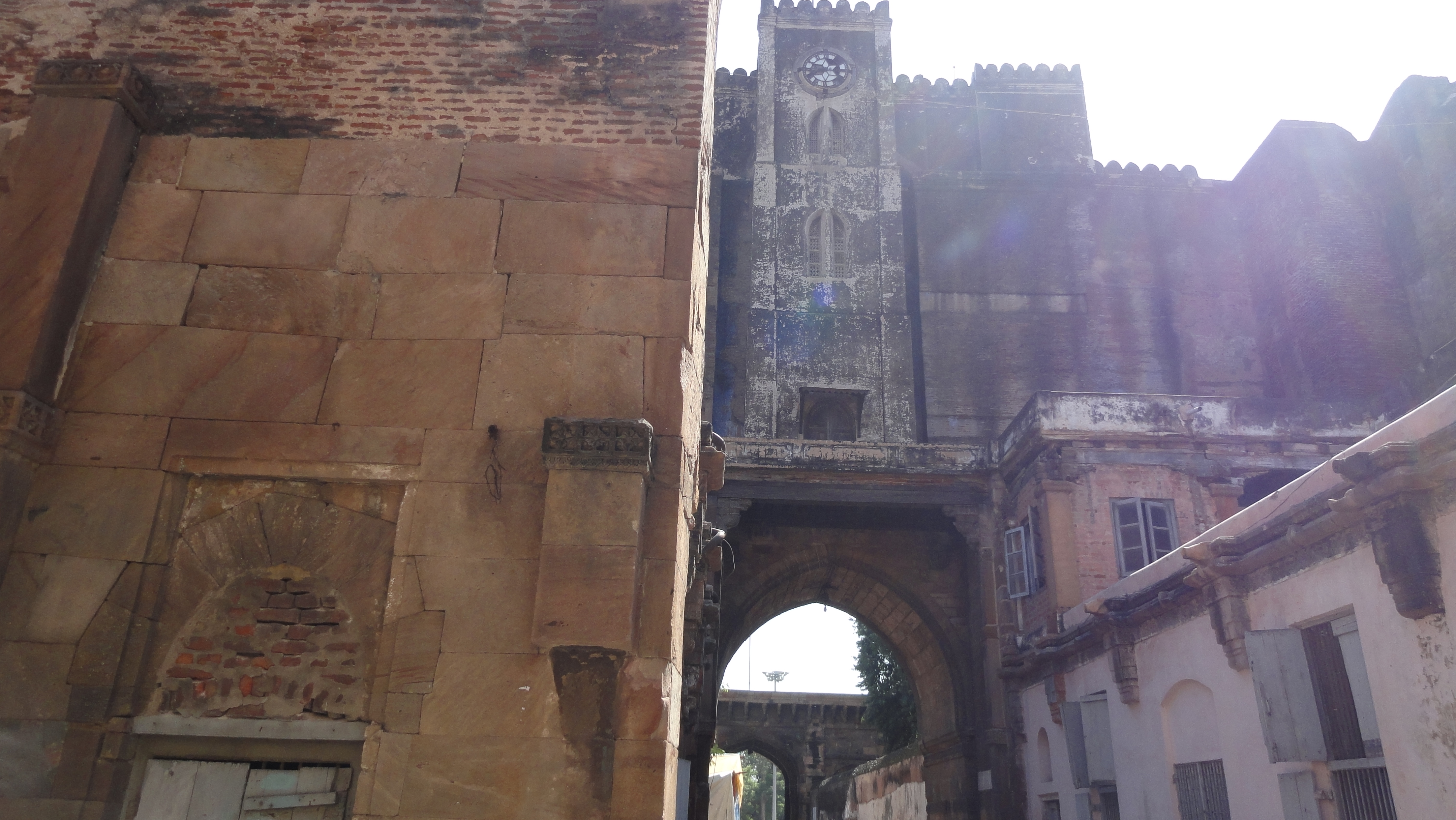
Крепость Бхадра в Ахмадабаде, возведённая Ахмад-шахом I

Преемником Музаффар-шаха I стал его внук Ахмад-шах I (1411—1442), один из самых известных представителей династии (которую в его честь некоторые называют династией Ахмад-шахов). Вступив на престол в 1411 году, Ахмад-шах в том же году основал возле древнего города Асвал новую столицу султаната, названную в его честь Ахмадабадом. Этот город, обнесенная кирпичной стеной с башнями и бойницами, стал одним из самых значимых городов средневековой Индии, прославившись, в частности, своими ткачами: шитые золотом и серебром ахмадабадские ткани были известны на всю Индию и за её пределами. Всего через сто с лишним лет после своего основания Ахмадабад выплачивал в государственную казну налогов (с городских и квартальных ворот, с рыночного оборота, судебных пошлин и т. д.) в совокупности около 1,55 млн. рупий.

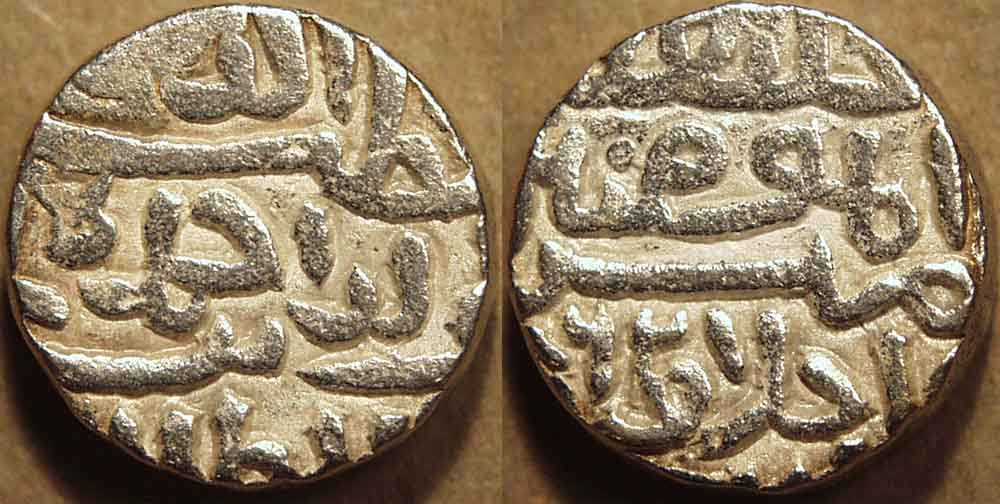
Серебряная монета султана Ахмад-шаха II (1451—1458)

Ахмад-шах I прославился как незаурядный полководец, проведя весь период своего тридцатилетнего правления в войнах с соседними правителями. Успешно вторгшись в раджпутскую область Саураштра на п-ове Катхиавар, Ахмад-шах распространил свой сюзеренитет на местных князей, затем в результате походов 1426—1428 годов его данником стал влиятельный раджпутский клан Ратхоре княжества Идар. Победоносные походы Ахмад-шаха против раджпутских заминдаров (или «грасиа») в различных частях Гуджарата сопровождались конфискацией их земельных владений («грасов») в государственную собственность (халиса), которая затем раздавалась гуджаратским военачальникам и воинам в качестве икта. У раджпутских князей было отнято три четверти их наследственных грасов. Заминдары обязались предоставлять свои военные дружины в войско султана Гуджарата, а также перечислять в казну султаната часть собираемых ими налогов.
Кроме покорения раджпутских феодалов, Ахмад-шах вел войны с Малавским и Бахманидским султанатами, в которых однако не особо преуспел, хотя и отнял у Бахманидов важный торговый город Тхану в Северном Конкане и остров Махим.

## Расцвет султаната

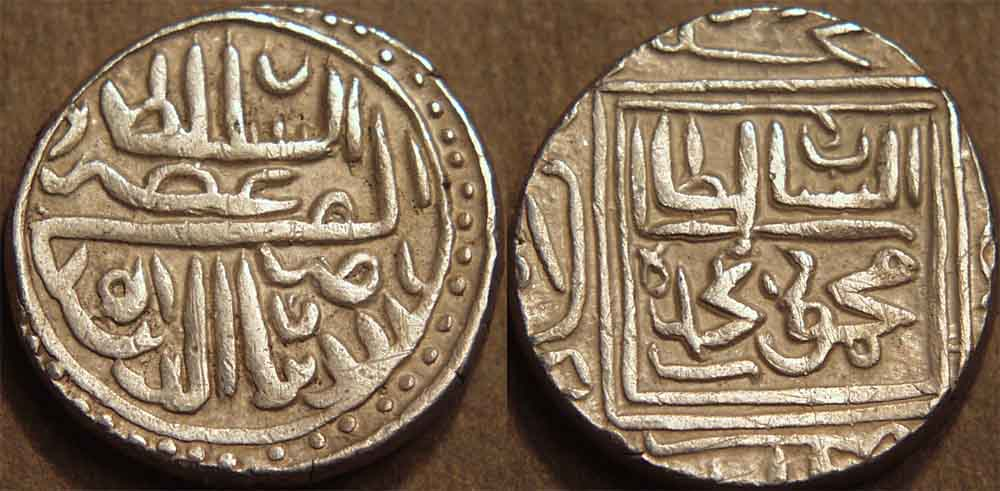
Серебряная монета султана Махмуд-шаха I (1458—1511)

Наибольшего могущества и процветания Гуджаратский султанат достиг во время правления султана Махмуд-шаха I (1458—1511), внука Ахмад-шаха I. При нём власти султана были окончательно подчинены раджпутские феодалы. Решающее значение в этом имела победа Махмуд-шаха над раджпутским правителем Джунагарха и Гирнара, владевшим большей частью важного в торговом отношении полуострова Катхиявар. Князь Джунагарха выдужден был принять ислам и получил придворный титул. Наследник Джунагарха получил часть своих бывших родовых владений в икта. Также немаловажным было завоевание крепости Чампанир, которую Махмуд-шах переименовал в Махмудабад и превратил в свою резиденцию.
Время правления султана Махмуд-шаха I описывается как эра «беспримерного процветания» Гуджарата. Благодаря продуманной экономической политике Махмуд-шаха I, в городах бурно развивались торговля и ремёсла, а доходы от деревень возросли в два-три раза (а кое-где в десять раз). Махмуд-шах всячески поощрял возделывание земель, разведение садов и строительство ирригационных сооружений, рытье колодцев, восстановление разрушенных жилых и торговых построек. В Гуджарате было успешно начато разведение плантаций тутовника, с которых снималось по три урожая тутовых листьев в год. Распашка пустошей при Махмуд-шахе велась настолько интенсивно, что после его смерти в 1511 году в государстве стал ощущаться недостаток пастбищ для скота.
Земельная политика Махмуд-шаха была направлена на сокращение размера государственных земель (халиса), которые почти полностью были розданы в долгосрочное, а часто даже в пожизненное и наследственное икта воинам султана. В XV веке доход с этих земель чаще всего полностью шел их владельцам, без каких-либо отчислений в государственную казну. Раджпутские феодалы, сохранившие часть своих земель (граса) при Ахмад-шахе I, продолжали держать их на условиях наследственного икта и джагира. Таким образом, политика султанов Гуджарата привела к превращению большей части местных землевладельцев в служилую знать, владевшую землёй на условиях наследственного держания, обусловленного службой султану. Часть землевладельцев, прежде всего раджпутов, продолжала однако владеть своими наследственными землями совершенно независимо от гуджаратских султанов. Эта ситуация стала причиной существенного уменьшения поступлений в султанскую кузну налогов от земельных держаний.

## Война с Португалией

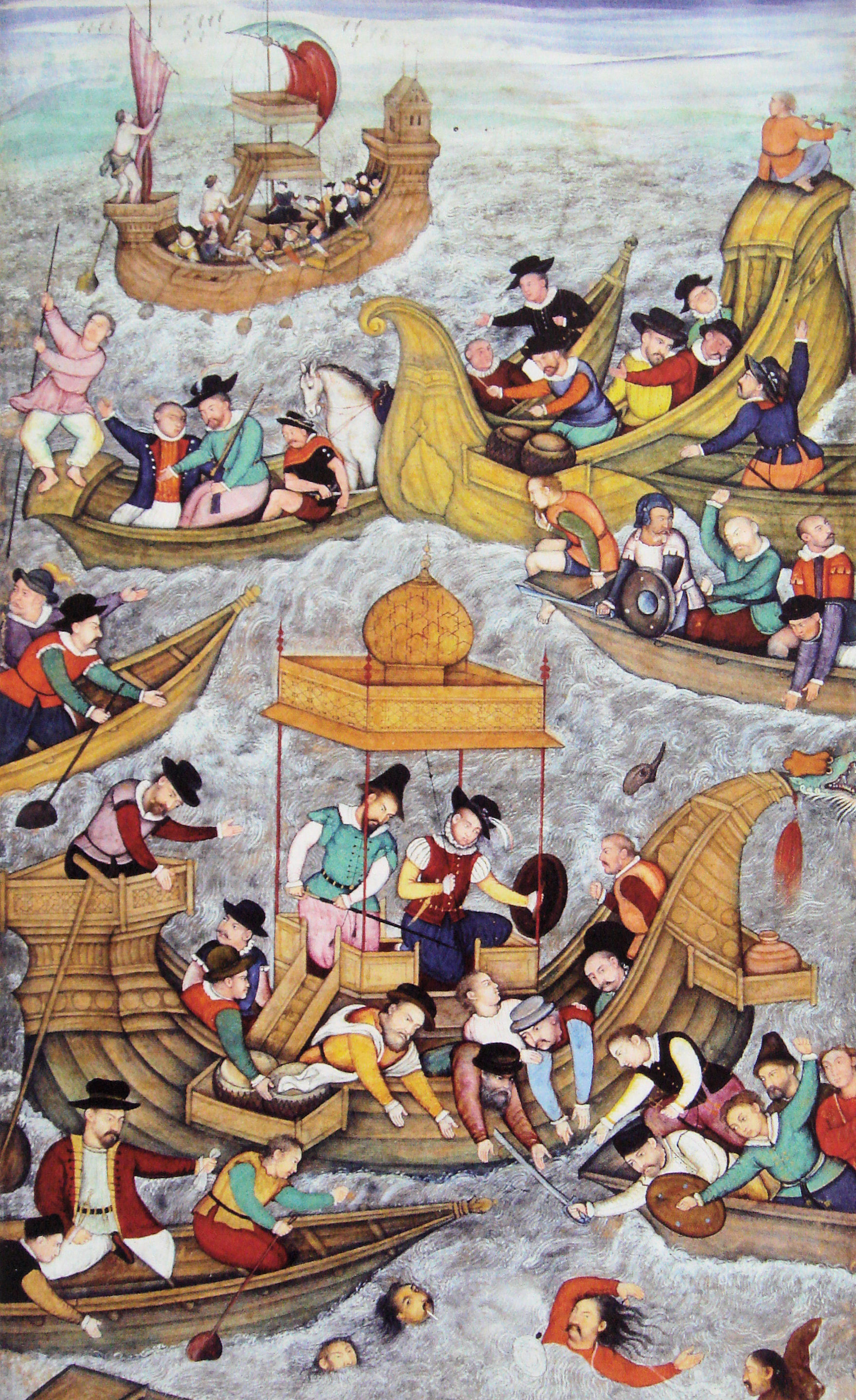
Убийство султана Бахадур-шаха португальцами в 1537 году.

Другим фактором, создавшим угрозу регулярным поступлениям в казну султана Гуджарата, стали португальцы, появившиеся в Каликуте в 1498 году (экспедиция Васко да Гамы) и начавшие постепенно прибирать под свой контроль торговлю в Индийском океане, вытесняя египетских и гуджаратских купцов. Португальцы захватили господствующее положение в Индийском океане и безжалостно грабили и топили гуджаратские индийские корабли.
В 1508 году Махмуд-шах I заключил антипортугальский союз с султаном Египта Аль-Ашрафом Кансухом, в результате чего Гуджарат вступил в уже длящуюся Португало-египетскую войну. Начав с внушительной победы в морском сражении при Чауле (1508), союзники вскоре сдали свои позиции и португальцы захватили Гоа (1510), после чего престарелый султан Махмуд-шах I пошёл на заключение с ними мира. По условиям мирного договора, Махмуд-шах позволил португальцам основать факторию в Диу, у входа в Камбейский залив, что существенно подорвало торговлю Камбея и ощутимо уменьшило доходы казны Гуджаратского султаната (в начале XVI века в порт Камбея ежегодно заходило до 300 судов и торговые пошлины с Камбея приносили 1/10 часть всех доходов казны султаната).

## Упадок султаната
Султан Бахадур-шах (1526—1537), внук Махмуд-шаха I, был последним значительным правителем Гуджарата. Весь период его правления прошёл в непрерывных войнах с различными противниками. Вначале Бахадур-шах завоевал Малву (1531), затем взял неприступную раджпутскую крепость Читор (1534). Однако в 1534 же году на него пошёл войной падишах Великих Моголов Хумаюн, который захватил Малву и часть гуджаратской территории. Одновременно возобновились враждебные действия португальцев. Несмотря на то, что в 1535 году Бахадур-шах заключил с португальцами новый, более выгодный для них договор, 13 февраля 1537 году в Диу португальцы предательски убили султана Бахадур-шаха.
После гибели Бахадур-шаха султанат вступил в стадию политической нестабильности, начались мятежи и династические распри, местные феодалы стали растаскивать султанат по частям. Один из наследников Бахадур-шаха, султан Махмуд-шах III (1537—1554), попытался обуздать амбиции местной знати, а также полностью подчинить оставшиеся раджпутские грасиа. Он отнял земли грасиев Идара, Сирохи, и Раджпиплы, однако вскоре был убит заговорщиками.
После убийства Махмуд-шаха III престол перешел к его малолетнему сыну Ахмад-шаху III (1554—1561), а затем к его тоже несовершеннолетнему брату Музаффар-шаху III. При этих юных султанах центральная власть потеряла всякий авторитет в глазах местных феодалов, ставших фактически независимыми князьями. Султанат погрузился в междоусобные войны. В 1573 году падишах Великих Моголов Акбар I без особого труда присоединил Гуджаратский султанат к своей империи. Музаффар-шаху III удалось бежать. Вплоть до своей смерти в 1593 году Музаффар-шах III пытался вернуть себе престол Гуджарата. Это удалось ему лишь ненадолго в 1583 году, после чего Гуджарат окончательно присоединился к могольской империи.